# 観音寺 (江南市)

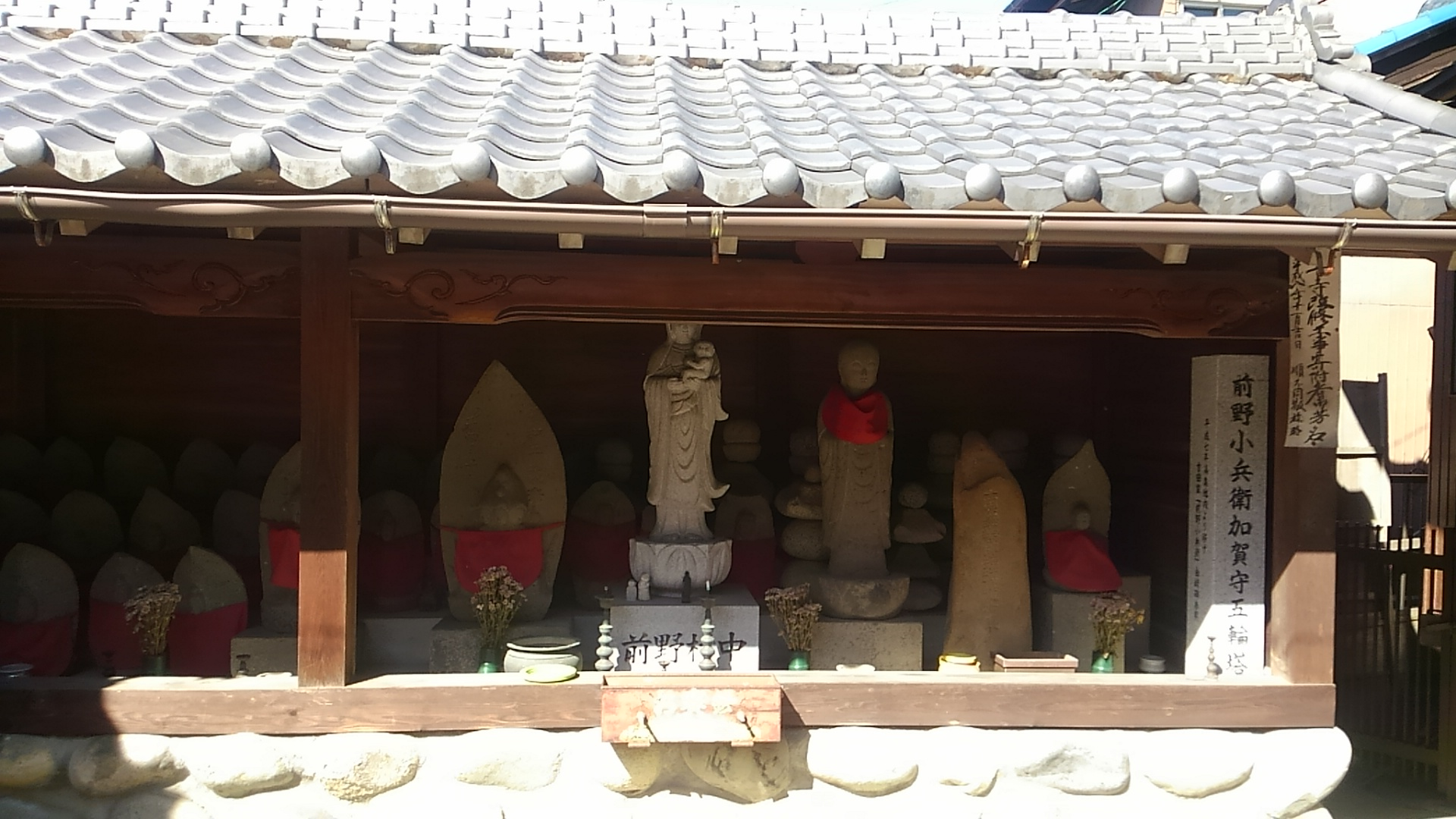
本堂左側にある前野家一族の供養塔

観音寺（かんのんじ）は、愛知県江南市前野町にある臨済宗妙心寺派の寺院。

## 概要
山号は仏徳山（ぶっとくさん）、本尊はこの地方では珍しい三面八臂羂索観世音菩薩である。戦国武将・前野長康の菩薩所として知られる。前野氏の菩提寺。

## 歴史
観音寺は臨済宗妙心寺派に属し、寛延元年（1748年）の建立である。
大口町の徳林寺第三世継山全初和尚を請して開山された。この頃は寺禄（寺社領）もなく、一草庵（弘法堂）であったが、徳林寺第八世棠應祖蘭（どうおうそらん）和尚が堂字を再建し、明治以降本覚瑞光尼がこの寺の住職となり寺運の興隆に努め、観音堂が観音寺と改められて現在に至っている。

## 本尊
本尊は三面八臂羂索観世音菩薩で作者・製作年ともに分かっていない。この秘仏は手に錫杖、薬壺、蓮華、綱と釣糸の羂索を持ち、末法信仰の盛んであった平安時代に庶民の信仰を集めた、古色蒼然たる古仏である。奈良の興福寺南円堂や東大寺三月堂に祀られている仏さまもこの観世音菩薩である。

## 前野将右衛門
文禄四年（1595年）、秀次事件で連座切腹した前野将右衛門長康公の辞世の句と愛用の野釜を携えて帰参した前野義詮（野田清助）が、主君・長康を弔うため、弘法堂と呼ばれていたこの寺で読経三昧の生活に入ったといわれている。それ以降、この観音寺は前野氏の菩提寺になっている。
前野将右衛門長康の辞世の句

## アクセス
- 名鉄犬山線「柏森駅」下車、徒歩で約17分。
- 名鉄犬山線「柏森駅」からタクシーで約5〜6分、もしくは名鉄犬山線「江南駅」からタクシーで約5〜6分。